# Adams (New York)
 For alternative betydninger, se Adams. (Se også artikler, som begynder med Adams)
Adams er en by i den nordlige del af delstaten New York i USA. Byen har  indbyggere. Den ligger i det amerikanske county Jefferson County.
Adams er opkaldt efter USA's 2. præsident, John Adams, hvis embedsperiode sluttede i 1801, et år før byen blev grundlagt.